# Olympique Lyonnais 1983-1984
Questa voce raccoglie le informazioni riguardanti l'Olympique Lyonnais nelle competizioni ufficiali della stagione 1982-1983.

## Maglie e sponsor
Lo sponsor tecnico per la stagione 1983-1984 è Pony, mentre lo sponsor ufficiale è Carrefour
| Manica sinistra · Maglietta · Manica destra · Pantaloncini · Calzettoni |

## Rosa
| N. |                       | Ruolo | Calciatore          |
| -- | --------------------- | ----- | ------------------- |
|    | Francia (bandiera)    | P     | Jean-Michel Raymond |
|    | Jugoslavia (bandiera) | P     | Slobodan Topalović  |
|    | Francia (bandiera)    | D     | Eric Boucher        |
|    | Francia (bandiera)    | D     | Pascal Fugier       |
|    | Francia (bandiera)    | D     | Éric Guichard       |
|    | Camerun (bandiera)    | D     | Jean-Jacques Nono   |
|    | Francia (bandiera)    | D     | Alain Olio          |
|    | Francia (bandiera)    | D     | Philippe Vargoz     |
|    | Francia (bandiera)    | D     | Henri Zambelli      |
|    | Francia (bandiera)    | C     | René Bocchi         |

| N. |                       | Ruolo | Calciatore       |
| -- | --------------------- | ----- | ---------------- |
|    | Francia (bandiera)    | C     | André Ferri      |
|    | Francia (bandiera)    | C     | Laurent Fournier |
|    | Francia (bandiera)    | C     | Joël Fréchet     |
|    | Francia (bandiera)    | C     | Denis Gagneux    |
|    | Francia (bandiera)    | C     | Bruno Génésio    |
|    | Francia (bandiera)    | A     | Philippe N'Dioro |
|    | Jugoslavia (bandiera) | A     | Simo Nikolić     |
|    | Francia (bandiera)    | A     | José Pasqualetti |
|    | Francia (bandiera)    | A     | Eric Spadiny     |

## Risultati

### Division 2

#### Play-off
| Colombes 24 aprile 1984 Play-off - Qualificazioni                       | RC Paris  | 3 – 1 (d.t.s.) referto | Olympique Lione | Stade olympique Yves-du-Manoir (15 000 spett.) |
| \| \| \| \| \| Økland 63’ Ekéké 97’, 101’ \| Marcatori \| 1’ Nikolić \| |           |                        |                 |                                                |
|                                                                         |           |                        |                 |                                                |
| Økland 63’ Ekéké 97’, 101’                                              | Marcatori | 1’ Nikolić             |                 |                                                |